# Bill Masterton Memorial Trophy

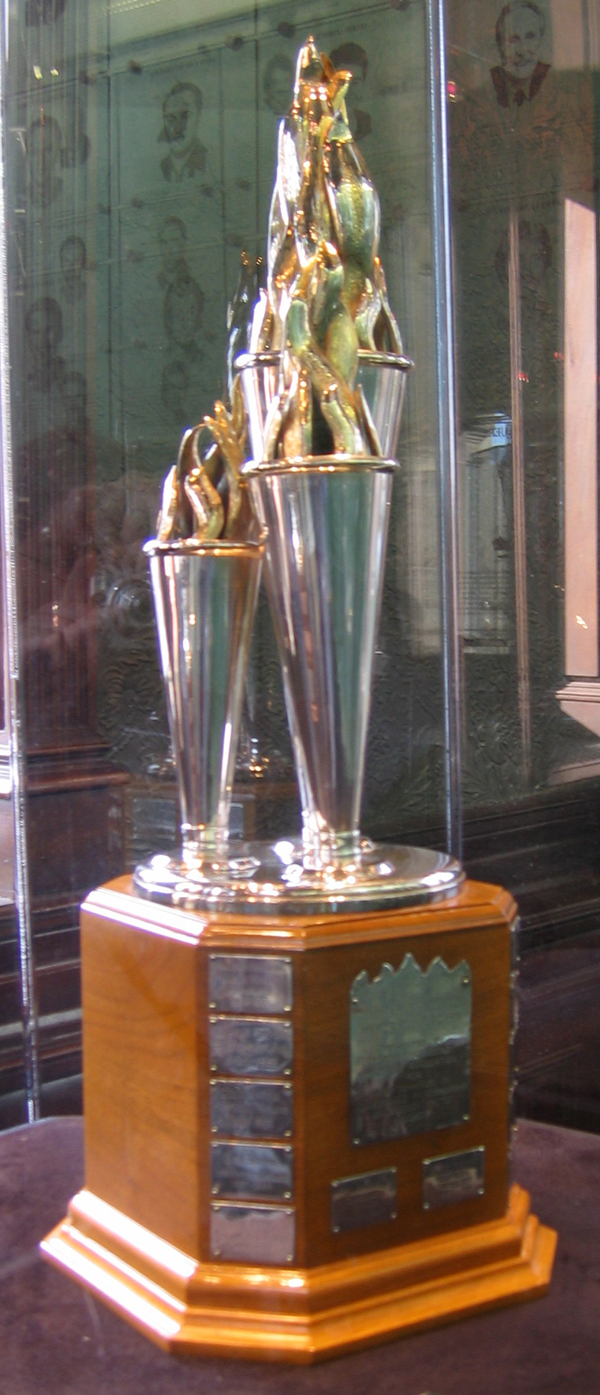
Die Bill Masterton Memorial Trophy in der Hockey Hall of Fame in Toronto

 Die Bill Masterton Memorial Trophy ist eine Eishockey-Trophäe, die von der National Hockey League jährlich an den Spieler der NHL verliehen wird, der Ausdauer, Hingabe und Fairness im und für das Eishockey zeigt.
Der Gewinner wird durch eine Umfrage der Professional Hockey Writers’ Association ermittelt. Die Auszeichnung kann jedoch, im Gegensatz zu den anderen Trophäen, nur einmal an ein und denselben Spieler verliehen werden. Auch das Auswahlverfahren unterscheidet sich. Statt der üblichen drei Spieler, die gewählt werden können, stehen bei der Wahl des Masterton-Trophy-Gewinners einer pro Team, also 32 Kandidaten, zur Auswahl.
Die Trophäe wurde nach dem verstorbenen William Masterton, einem Spieler der Minnesota North Stars, benannt.
William Masterton starb am 15. Januar 1968 an einer Verletzung, die er sich während eines Spiels zuzog.
Die Trophäe wurde 1968 zum ersten Mal verliehen.

## Bill-Masterton-Memorial-Trophy-Gewinner
| Jahr | Spieler                          | Team                             |
| ---- | -------------------------------- | -------------------------------- |
| 2025 | Sean Monahan                     | Columbus Blue Jackets            |
| 2024 | Connor Ingram                    | Arizona Coyotes                  |
| 2023 | Kris Letang                      | Pittsburgh Penguins              |
| 2022 | Carey Price                      | Canadiens de Montréal            |
| 2021 | Oskar Lindblom                   | Philadelphia Flyers              |
| 2020 | Bobby Ryan                       | Ottawa Senators                  |
| 2019 | Robin Lehner                     | New York Islanders               |
| 2018 | Brian Boyle                      | New Jersey Devils                |
| 2017 | Craig Anderson                   | Ottawa Senators                  |
| 2016 | Jaromír Jágr                     | Florida Panthers                 |
| 2015 | Devan Dubnyk                     | Minnesota Wild                   |
| 2014 | Dominic Moore                    | New York Rangers                 |
| 2013 | Josh Harding                     | Minnesota Wild                   |
| 2012 | Max Pacioretty                   | Montréal Canadiens               |
| 2011 | Ian Laperrière                   | Philadelphia Flyers              |
| 2010 | José Théodore                    | Washington Capitals              |
| 2009 | Steve Sullivan                   | Nashville Predators              |
| 2008 | Jason Blake                      | Toronto Maple Leafs              |
| 2007 | Phil Kessel                      | Boston Bruins                    |
| 2006 | Teemu Selänne                    | Mighty Ducks of Anaheim          |
| 2005 | wegen Lockouts nicht ausgetragen | wegen Lockouts nicht ausgetragen |
| 2004 | Bryan Berard                     | Chicago Blackhawks               |
| 2003 | Steve Yzerman                    | Detroit Red Wings                |
| 2002 | Saku Koivu                       | Montréal Canadiens               |
| 2001 | Adam Graves                      | New York Rangers                 |
| 2000 | Ken Daneyko                      | New Jersey Devils                |
| 1999 | John Cullen                      | Tampa Bay Lightning              |
| 1998 | Jamie McLennan                   | St. Louis Blues                  |
| 1997 | Tony Granato                     | San Jose Sharks                  |
| 1996 | Gary Roberts                     | Calgary Flames                   |
| 1995 | Pat LaFontaine                   | Buffalo Sabres                   |
| 1994 | Cam Neely                        | Boston Bruins                    |
| 1993 | Mario Lemieux                    | Pittsburgh Penguins              |
| 1992 | Mark Fitzpatrick                 | New York Islanders               |
| 1991 | Dave Taylor                      | Los Angeles Kings                |
| 1990 | Gord Kluzak                      | Boston Bruins                    |
| 1989 | Tim Kerr                         | Philadelphia Flyers              |
| 1988 | Bob Bourne                       | Los Angeles Kings                |
| 1987 | Doug Jarvis                      | Hartford Whalers                 |
| 1986 | Charlie Simmer                   | Boston Bruins                    |
| 1985 | Anders Hedberg                   | New York Rangers                 |
| 1984 | Brad Park                        | Detroit Red Wings                |
| 1983 | Lanny McDonald                   | Calgary Flames                   |
| 1982 | Glenn Resch                      | Colorado Rockies                 |
| 1981 | Blake Dunlop                     | St. Louis Blues                  |
| 1980 | Al MacAdam                       | Minnesota North Stars            |
| 1979 | Serge Savard                     | Montréal Canadiens               |
| 1978 | Butch Goring                     | Los Angeles Kings                |
| 1977 | Ed Westfall                      | New York Islanders               |
| 1976 | Rod Gilbert                      | New York Rangers                 |
| 1975 | Don Luce                         | Buffalo Sabres                   |
| 1974 | Henri Richard                    | Montréal Canadiens               |
| 1973 | Lowell MacDonald                 | Pittsburgh Penguins              |
| 1972 | Bobby Clarke                     | Philadelphia Flyers              |
| 1971 | Jean Ratelle                     | New York Rangers                 |
| 1970 | Pit Martin                       | Chicago Blackhawks               |
| 1969 | Ted Hampson                      | Oakland Seals                    |
| 1968 | Claude Provost                   | Montréal Canadiens               |